# Trådtöjningsgivare

Trådtöjningsgivaren är en folie som är mest känslig för krafter i vertikal riktning

Töjningsgivare kan ses som en elektrisk komponent som förenklat kan beskrivas som en elektrisk ledare med elektrisk resistans (motstånd). När ledaren, tråden, utsätts för en förlängning eller förkortning ändras resistansen i den. Genom att mäta resistansförändringen kan vi få en uppfattning om hur mycket och åt vilket håll materialet töjs. Förlängning ger ökad resistans och vice versa.
I allmänhet väljer man relativt höghållfasta material för att uppnå en stor töjning med bibehållen säkerhet mot brott. I många lastceller utgörs mätområdet av en materialtöjning på ca 1 promille. Wheatstones brygga och elektronik kan sedan dela upp resistansförändringen i ett antal skaldelar, t.ex. newton. Omräkningen sker med hjälp av ett känt förhållande, som konstaterats vid en kalibrering. Kalibreringen går till så att givaren (tråden) belastas med en känd kraft på samma sätt som sker i den tilltänkta applikationen. Resistansförändringen lagras i form av en omräkningsfaktor i elektroniken. Omräkningen sker ofta i en mikroprocessor.
En variant av töjningsgivare består av ett flytande elektriskt ledande material, till exempel kvicksilver, inneslutet i en elastisk slang - denna typ av givare kan mäta förändring i till exempel omkretsen av en kroppsdel under olika förhållanden (bensvullnad, andningsregistrering med mera).
Tillämpningsområdena är många, allt ifrån hållfasthet hos flygplansvingar och elektriska termometrar till varningssystem för sprickor och ras i gruvor.